# Symphurus melanurus
Symphurus melanurus är en fiskart som beskrevs av Clark, 1936. Symphurus melanurus ingår i släktet Symphurus och familjen Cynoglossidae. IUCN kategoriserar arten globalt som livskraftig. Inga underarter finns listade i Catalogue of Life.